# Topomyia yanbareroides
Topomyia yanbareroides är en tvåvingeart som beskrevs av Zhiming Dong och Ichiro Miyagi 1995. Topomyia yanbareroides ingår i släktet Topomyia och familjen stickmyggor. Inga underarter finns listade i Catalogue of Life.